# Edward Yang
Edward Yang (楊德昌 Yáng Déchāng; 6 de novembre de 1947 – 29 de juny de 2007) va ser un cineasta taiwanès. Va assolir protagonisme com a pioner del Nou Cinema Taiwanès dels anys 80, al costat de Hou Hsiao-hsien i Tsai Ming-liang. Yang era considerat com un dels principals cineastes del cinema taiwanès. Va guanyar el premi al millor director al 53è Festival Internacional de Cinema de Canes de 2000 per la seva pel·lícula Yi Yi.

## Joventut i inici de carrera
Yang va néixer a Xangai el 1947 i va créixer a Taipei, Taiwan. Després d'estudiar Enginyeria Elèctrica a la Universitat Nacional de Chiao Tung (situada a Hsinchu, Taiwan), on va rebre el seu llicenciatura (Enginyeria Elèctrica), es va matricular al programa de postgrau a la Universitat de Florida, on va obtenir el seu màster en enginyeria elèctrica l'any 1974. Durant aquest temps i breument després, Yang va treballar al Centre d'Investigació en Informàtica de la Universitat de Florida. Yang sempre va tenir un gran interès pel cinema des que era petit, però va deixar de banda les seves aspiracions per seguir una carrera en la indústria d'alta tecnologia.
Una breu inscripció a l'USC Film School després de graduar-se amb el seu M.S.E.E. va convèncer a Yang que el món del cinema no era per a ell: pensava que les metodologies d'ensenyament de l'escola de cinema de la USC eren massa comercials i orientades al corrent principal. Yang llavors va sol·licitar i va ser acceptat a l'escola d'arquitectura de Harvard, la Harvard Graduate School of Design, però va decidir no assistir-hi. Després, va anar a Seattle per treballar en microordinadors i programari de defensa.
Mentre treballava a Seattle, Yang va veure la pel·lícula de Werner Herzog Aguirre, la còlera de Déu (1972): aquesta trobada va reactivar la passió de Yang pel cinema i el va introduir en una àmplia gamma de clàssics del cinema europeu i mundial. Yang era inspirat per les pel·lícules del director italià Michelangelo Antonioni (la influència d'Antonioni s'ha mostrat especialment en algunes de les obres posteriors de Yang). Es va casar amb la cantant pop taiwanesa i llegenda de la música Tsai Chin el maig de 1985. Es van divorciar l'agost de 1995, i posteriorment es va casar amb la pianista Kaili Peng (彭鎧立).

## Carrera cinematogràfica

### Primers treballs
Yang va tornar a Taiwan l'any 1980, on el seu antic amic de la USC Wei-Cheng Yu li va demanar que escrivís el guió de la seva pel·lícula, L'hivern de 1905 (1981), en la qual també va fer com a ajudant de producció. un petit paper d'actuació. La pel·lícula va ser nominada al premi a la millor fotografia als Premis de Cinema Cavall d'Or de 1982. El seu guió va cridar l'atenció de Sylvia Chang, qui el va contractar per escriure i dirigir un episodi de la minisèrie de televisió que estava produint, Eleven Women. L'episodi de dues hores i mitja de Yang, "Duckweed" (també conegut com "Floating Weeds"), tractava la història d'una noia de camp que es trasllada a Taipei amb somnis d'entrar a la indústria de l'entreteniment i va ser el seu primer esforç com a director.
L'any següent, se li va demanar a Yang que dirigís i escrigués un curtmetratge per a la pel·lícula òmnibus de la Nova Onada taiwanesa Guang yin de gu shi (1982), que presentava altres curtmetratges de joves directors com Yi Chang, Ko I-Chen i Tao Te-chen. La contribució de Yang, "Desigs" (també coneguda com "Expectació"), tracta sobre les experiències d'una noia jove passant per la pubertat.

### Hai tan de yi tian
Yang va seguir aquest curt amb diverses de les seves obres principals. Mentre que el seu Hou Hsiao-hsien contemporani es va centrar més en el camp, Yang va ser un poeta de la ciutat, analitzant l'entorn i les relacions de Taiwan urbà en gairebé totes les seves pel·lícules. El primer llargmetratge de Yang, Hai tan de yi tian (Aquell dia a la platja, 1983), va ser una narració modernista fracturada que reflexionava sobre parelles i famílies que empalmaven línies de temps. La pel·lícula també destaca per ser una de les primeres pel·lícules —i potser el primer llargmetratge— que Christopher Doyle va rebre un crèdit de director de fotografia abans de convertir-se en el col·laborador freqüent de Wong Kar Wai i director de fotografia, juntament amb el director de fotografia Hui Kung Chang, que va passar a proporcionar la fotografia de moltes de les pel·lícules posteriors de Yang. La pel·lícula també va guanyar un premi a la millor fotografia del Festival de Cinema Àsia-Pacífic de 1983, i va ser nominada a tres premis al Premis de Cinema Cavall d'Or de 1983: Millor pel·lícula, Millor director (Yang), i Millor guió original (Wu Nien-jen i Edward Yang). El guionista Wu Nien-jen col·laboraria més tard amb Yang com a actor, a Qing mei zhu ma (1985) (com el taxista), Mahjong (1996) (com a gàngster en vestit negre) i com a estrella "N.J." a Yi Yi (2000). Per a la pel·lícula, Yang també va ser nominat al premi Montgolfière d'or al Festival dels Tres Continents de Nantes de 1983.

### Qing mei zhu ma
Yang va seguir amb el seu segon llargmetratge, Qing mei zhu ma (Història de Taipei, 1985), on va posar el seu company Hou Hsiao-hsien com a protagonista, una antiga estrella del beisbol de la Little League anomenada Lung que intentava trobar el seu camí a Taipei. Qing mei zhu ma també el va protagonitzar la futura esposa de Yang, Tsai Chin, com Chin, la protagonista femenina i xicota del personatge de Hou Hsiao-hsien, Lung. La pel·lícula va ser nominada als Premis de Cinema Cavall d'Or; millor actor protagonista (Hou Hsiao-hsien) i millor direcció de fotografia (Wei-han Yang).

### Kong bu fen zi
El tercer llargmetratge de Yang va ser Kong bu fen zi (1986), un complex thriller urbà de multi-narrativa que reflexionava sobre la vida de la ciutat i contenia els elements del crim i els temes d'alienació d'una pel·lícula d'Antonioni. La pel·lícula també fou protagonitzada per Cora Miao i va guanyar un Pardo d’Argento al Festival Internacional de Cinema de Locarno i fou examinada per Fredric Jameson a The Geopolitical Aesthetic. A més, Kong bu fen zi va guanyar el premi a la millor pel·lícula a l’edició dels Premis de Cinema Cavall d'Or de 1986, on l'actriu Cora Miao també va ser nominada a un premi a la millor actriu. A més, la pel·lícula va guanyar el Trofeu Sutherland als Premis del British Film Institute de 1987 i un Premi al Millor Guió (atorgat als escriptors Edward Yang i Hsiao Yeh) del Festival de Cinema Àsia-Pacífic de 1987.

### Guling jie shaonian sharen shijian
La quarta pel·lícula de Yang va ser Guling jie shaonian sharen shijian (1991) (traduïble literalment com: "L'assassinat del noi al carrer Guling"), un examen extens de les bandes juvenils i adolescents, l'evolució de la societat taiwanesa de 1949 i la cultura pop estatunidenca protagonitzada per un llavors Chang Chen de 15 anys. La pel·lícula també és protagonitzada per Lisa Yang, Kuo-Chu Chang, Elaine Jin i l'aleshores dona de Yang Tsai Chin en un petit paper com a dona de Wang. El títol també es va extreure d'una lletra de la cançó "Are You Lonesome Tonight?". La pel·lícula és considerada per molts crítics com a l'obra mestra que defineix Yang. Per Guling jie shaonian sharen shijian, Yang va guanyar el Premi FIPRESCI i un Premi Especial del Jurat (i va ser nominat al Gran Premi de Tòquio) al Festival Internacional de Cinema de Tòquio, i un Premis de Cinema Cavall d'Or a la millor pel·lícula i al millor guió original, atribuït als escriptors Edward Yang, Hung Hung, Alex Yang i Mingtai Lai. La pel·lícula també va ser nominada a un total de deu altres premis Cavall d'Or, incloent el millor actor protagonista (Chang Chen), millor actriu protagonista (Lisa Yang), millor director (Edward Yang), millor actor protagonista (Kuo-Chu Chang), Millor actriu secundària (Elaine Jin), millor actriu secundària (Hsiu-Chiung Chang), millor fotografia (Hui Kung Chang), millor director artístic (Edward Yang i Wei-yen Yu), millor maquillatge i disseny de vestuari (Wei-yen Yu) i millor gravació de so (Duu-Chih Tu i Ching-an Yang). La pel·lícula també va guanyar el premi a la millor pel·lícula al Festival de Cinema d'Àsia-Pacífic de 1991, un premi al millor director de pel·lícula en llengua estrangera per a Yang als premis Kinema Jumpo de 1993, un altre premi al millor director per a Yang al Festival dels Tres Continents de Nantes (on Yang també va ser nominat per al premi Montgolfière d’Or) i el premi Silver Screen al "Millor Director - Llargmetratge Asiàtic" per Yang al Festival Internacional de Cinema de Singapur.
El desembre de 2015, The Criterion Collection va anunciar que la pel·lícula estaria disponible en Blu-ray i DVD el març de 2016. El llançament de Criterion presenta la pel·lícula en una nova restauració digital 4K amb una banda sonora monoaural (al Blu-ray) i també inclou un nou comentari d'àudio del crític Tony Rayns; una nova entrevista amb l'estrella Chang Chen; Our Time, Our Story, un documental de gairebé dues hores de 2002 que cobreix el Nou Cinema Taiwanès que inclou entrevistes amb Yang, Hou Hsiao-hsien i Tsai Ming-liang; una representació escènica gravada en vídeo de l'obra de teatre de Yang de 1992 Likely Consequence; noves traduccions de subtítols en anglès; un assaig del crític de cinema Godfrey Cheshire; i una declaració del director de Yang escrita el 1991.

### Du li shi dai
La cinquena pel·lícula de Yang va ser Du li shi dai (1994), una comèdia de diversos personatges ambientada a la ciutat urbana de Taiwan, que va ser nominada a la Palma d'Or i en competició al 47è Festival Internacional de Cinema de Canes de 1994, i també va obtenir un premi Cavall d’Or al millor guió original. La pel·lícula també va guanyar un premi al millor actor secundari (Bosen Wang) i un premi a la millor actriu secundària (Elaine Jin) als Premis de Cinema Cavall d'Or de 1994, on també va rebre un total de 9 nominacions: Millor llargmetratge (Productor executiu David Sui), Millor actriu protagonista (Shu-Chun Ni), Millor maquillatge i vestuari (Edward Yang i Tsai Chin), Millor banda sonora de pel·lícula original (Antonio Lee), Millor muntatge de pel·lícula (Po-Wen Chen), Millors efectes de so (Duu-Chih Tu), Millor director (Edward Yang), Millor fotografia (Chan Chang, Lung-Yu Li, Arthur Wong i Wu-Hsiu Hung) i Millor direcció artística (Edward Yang, Ernest Guan i Jui-Chung Yao).

### Mahjong
La sisena pel·lícula de Yang va ser Mahjong (1996), un reflex nítid i incisiu del Taiwan urbà modern vist amb ulls estrangers, que també va ser protagonitzada per diversos actors estrangers, que van guanyar una menció d'honor a el 46è Festival Internacional de Cinema de Berlín, on també va ser nominada al premi Ós d'Or de Berlín. La pel·lícula també va guanyar un altre premi Silver Screen de Yang al "Millor director asiàtic" al Festival Internacional de Cinema de Singapur, el seu segon premi d'aquest tipus, així com un Premi de la Ciutat de Nantes del Festival dels Tres Continents, on també va ser nominada per a un premi Montgolfière d’Or. L'actor Chi-tsan Wang també va guanyar el premi al millor actor secundari als Premis de Cinema Cavall d'Or  de 1996, on la pel·lícula també va ser nominada al millor maquillatge i de vestuari (Chi-chien Chao).

### Yi Yi
No obstant això, Yang era més conegut per la seva setena i última pel·lícula, Yi Yi (2000) (títol complet en algunes àrees: Yi Yi: A One and A Two) – va ser per aquesta pel·lícula que va rebre el Premi al Millor Director al 53è Festival Internacional de Cinema de Canes de l'any 2000 on també va estar en competició i nominada a la prestigiosa Palma d'Or. Yi Yi va ser una història èpica sobre la família Jian vista des de tres perspectives diferents: el pare NJ (Wu Nien-jen), el fill Yang-Yang (Jonathan Chang) i el filla, Ting-Ting (Kelly Lee). La peça de tres hores va començar amb un casament i va concloure amb un funeral, i va contemplar tots els àmbits de la vida humana entremig amb un profund humor, bellesa i tragèdia. La pel·lícula també està millor resumida pel crític de cinema Nigel Andrews, que va declarar al Financial Times que " Descriure [Yi Yi] com un drama familiar taiwanès de tres hores és com anomenar Ciutadà Kane una pel·lícula sobre un diari."
La pel·lícula va guanyar el premi "Millor pel·lícula" de la National Society of Film Critics (EUA) l'any 2001 (on Yang també va guanyar el segon lloc al premi al millor director), el premi a la millor pel·lícula estrangera de l'Associació de Crítics de Cinema de Los Angeles l'any 2000, el premi "Millor pel·lícula estrangera" dels Premis del Cercle de Crítics de Cinema de Nova York del 2000, el Premi del Jurat Panorama del Festival de Cinema de Sarajevo del 2000, el Premi Humanitari Cap Dan George (per a Yang) al Festival Internacional de Cinema de Vancouver de 2000, premi a la "Millor pel·lícula - Xina/Taiwan" i premi "Millor director" dels Chinese Film Media Awards de 2002, a la "Millor pel·lícula" als Chinese Film Media Awards de 2001, un premi de la crítica a la "Millor pel·lícula estrangera" del Sindicat Francès de Crítics de Cinema de 2001, el premi Gran Premi del Festival Internacional de Cinema de Friburg de 2001, i el premi Netpac del Festival Internacional de Cinema de Karlovy Vary de l'any 2000 ("Per la representació perceptiva i sensible d'una escletxa generacional i cultural a Taiwan i les doloroses eleccions que cal prendre en aquests temps difícils").
Yi Yi també va ser nomenada "Millor pel·lícula de l'any" (2000) pels següents crítics i escriptors de cinema: A.O. Scott de The New York Times, Susan Sontag escrivint per a Artforum, Michael Atkinson de Village Voice, Steven Rosen del Denver Post, John Anderson, Jan Stuart i Gene Seymour escrivint per a Newsday, i Stephen Garrett així com Nicole Keeter de Time Out New York.
La pel·lícula també va guanyar el segon lloc al millor director, millor pel·lícula i millor pel·lícula en llengua estrangera als Boston Society of Film Critics Awards de 2000, i també va ser nominada a: un premi a la millor pel·lícula en llengua estrangera dels Premis Circuit Community, un premi a la millor pel·lícula no americana dels Premis Bodil de 2003, un premi a la millor pel·lícula en llengua estrangera dels Chicago Film Critics Association Awards de 2001, al millor repartiment, millor pel·lícula i millor guió original als Premis Chlotrudis de 2002, un premi a la millor pel·lícula estrangera dels Premis Cesar de 2001, nominada a la millor pel·lícula internacional dels 13ns Premis del Cinema Europeu de 2000, un premi a la millor pel·lícula asiàtica de l'any 2002 Hong Kong Film Awards, un premi a la millor pel·lícula en llengua estrangera de la Online Film & Television Association, un premi a la millor pel·lícula en llengua estrangera dels Online Film Critics Society Awards de 2001 i una Espiga d’Or de la Seminci del 2000.
Yi Yi també va ocupar el tercer lloc en una Village Voice Film Poll de 2009 com "La millor pel·lícula de la dècada", empatant amb La Commune (París, 1871) (2000) i Zodiac (2007), i també va quedar tercer en una enquesta de crítics d'IndieWire de 2009 a la "Millor pel·lícula de la dècada".
La pel·lícula també està disponible actualment a The Criterion Collection com a "edició especial aprovada pel director", i inclou una transferència digital recentment restaurada juntament amb una banda sonora de DTS-HD Master Audio (en Blu-ray), comentari d'àudio de Yang i el crític de cinema asiàtic Tony Rayns, una entrevista mecanografiada amb els crítics de cinema Rayns sobre Yang i el moviment Nou Cinema Taiwanès, el tràiler de cinema dels Estats Units, una traducció original de subtítols en anglès per Yang i Rayns, i un assaig de l'escriptor Kent Jones, així com notes del mateix Yang.

### Obra de teatre i altres obres
El 1989, Yang va formar la seva pròpia companyia de producció, "Yang and his Gang", que va passar a anomenar-se "Atom Films and Theatre" el 1992, després d'un dels programes de televisió d'anime preferits de Yang mentre creixia, Astro Boy d’Osamu Tezuka. Atom Films and Theatre no sols va participar en la producció i el finançament de pel·lícules, sinó que també va organitzar produccions i obres teatrals, així com peces multimèdia experimentals d'alta tecnologia. L'any 1992, Yang també va muntar una producció d'una obra de teatre que va escriure titulada Likely Consequence, una actuació gravada en vídeo de la qual pot es pot veure als Blue-ray/DVD de The Criterion Collection de Guling jie shaonian sharen shijiany (1991), publicat el març de 2016.
Yang, a més d'obres audiovisuals narratives, també va treballar en el negoci de la publicitat, estrenant el 1997 un anunci de televisió per a Mitsubishi amb música composta per la seva aleshores dona Kaili Peng.
L'any 2001, Yang havia acabat un guió sobre un nen que viatja pel món només amb un telèfon mòbil i una targeta de crèdit. Sobre això, "aquestes dues coses són tot el que necessites ara. És un món nou i hi ha moltes històries que ens podem explicar", va dir el cineasta. El mateix any, Yang també esperava fer una pel·lícula a Seattle i una història de la segona guerra mundial ambientada a Taiwan.
A més d'aquests projectes no realitzats, Yang planejava fer The Wind, un llargmetratge d'animació amb Jackie Chan pressupostat en 25 milions de dòlars, que el dibuixaria Yang, al capdavant d'un equip d'animadors.

## Mort
Yang va morir el 29 de juny de 2007, a la seva casa de Beverly Hills, com a resultat de les complicacions d'una lluita de set anys amb el càncer de còlon. Va morir al costat de la seva dona, el concertista Kaili Peng i el seu fill Sean.

## Estil i temes
L'estil visual de Yang inclou el ritme deliberat, les preses llargues, la càmera fixa, alguns primers plans, els espais buits i els paisatges urbans.
Yang, a més d'interessar-se per l'impacte dels canvis de la societat taiwanesa en les classes mitjanes, va intentar examinar la lluita entre el modern i el tradicional a les seves pel·lícules, així com la relació entre negocis i art, i com la cobdícia pot corrompre, influir o afectar l'art. Per aquesta raó, moltes de les seves pel·lícules (a part de Yi Yi) són extremadament difícils de trobar, ja que Yang no considerava vendre pel·lícules per diners el seu objectiu principal com a artista, i també va sentir que la distribució de pel·lícules, especialment a Taiwan, era quelcom fora del seu control.
Yang sempre va establir la seva obra a les ciutats de Taiwan. Com a resultat, les pel·lícules de Yang, especialment Du li shi dai, Qing mei zhu ma, Mahjong i Kong bu fen zi—són comentaris sobre la vida urbana taiwanesa i exploracions perspicaces de la societat urbana taiwanesa.
Yang també va col·laborar amb molts dels seus companys cineastes taiwanesos a les seves pel·lícules: per exemple, a Yi Yi va fer el paper del conegut autor, novel·lista i guionista Wu Nien-jen, director. de la guardonada A Borrowed Life, que Martin Scorsese ha citat com una de les seves obres preferides i una de les pel·lícules més influents dels anys 90. També va contractat el seu company Hou Hsiao-hsien com a protagonista a la seva pel·lícula de 1985, Qing mei zhu ma, on Wu Nien-jen també va fer un breu paper com a taxista i un vell amic del personatge de Hou Hsiao-hsien. Yang també va impartir classes de teatre i cinema a la Universitat Nacional de les Arts de Taipei. Diversos dels seus estudiants van aparèixer a les seves pel·lícules com a actors i actrius.

## Llegat
L'any 2000, Yang va formar Miluku Technology & Entertainment per produir pel·lícules d'animació i programes de televisió. El primer llargmetratge d'animació que Miluku havia de produir va ser un llargmetratge d'animació titulat The Wind amb Jackie Chan el 2007, però el projecte es va interrompre quan Yang va emmalaltir de càncer. Al Festival Internacional de Cinema de Busan, va guanyar un premi al Cineasta asiàtic de l'any i va ser també immortalitzat amb una impressió a mà al festival juntament amb Ennio Morricone, Seung-ho Kim, Volker Schlöndorff, Dariush Mehrjui i Claude Lelouch. El 2007, Yang també va guanyar un premi a tota la vida dels Premis de Cinema Cavall d'Or aquell any.

## Filmografia
- Guang yin de gu shi (1982) - segment "Desires"/"Expectation"
- Hai tan de yi tian (1983)
- Qing mei zhu ma (1985)
- Kong bu fen zi (1986)
- Guling jie shaonian sharen shijiany (1991)
- Du li shi dai (1994)
- Mahjong (1996)
- Yi Yi (2000)